# Let It Be Me (Steve Aoki)
Let It Be Me è un singolo del DJ statunitense Steve Aoki, pubblicato il 6 settembre 2019 come settimo estratto dal sesto album in studio di Aoki Neon Future IV.

## Descrizione
Il brano ha visto la partecipazione vocale del gruppo musicale statunitense Backstreet Boys, i quali hanno spiegato che si tratta di un brano molto speciale, in quanto il testo «riguarda l'affrontare tutte le sfide che la vita comporta per stare con la persona che ami».

## Video musicale
Il videoclip, diretto da Tyler Dunning Evans, è stato pubblicato il 9 settembre 2019 e mostra scene di Aoki e il gruppo cantare il brano con altre in cui vengono intervistate alcune persone che condividono le loro storie inerenti alle sfide dell'amore.

## Tracce
Download digitale
1. Let It Be Me – 3:44

Download digitale – Remixes
1. Let It Be Me (Steve Aoki Remix) – 3:40
2. Let It Be Me (Sondr Remix) – 3:05
3. Let It Be Me (Play-N-Skillz Remix) – 3:15
4. Let It Be Me (Denis First Remix) – 3:22

Download digitale – Brennan Heart Remix
1. Let It Be Me (Brennan Heart Remix) – 3:40

## Classifiche
| Classifica (2019)              | Posizione massima |
| ------------------------------ | ----------------- |
| Belgio (Fiandre)               | 86                |
| Stati Uniti (dance/electronic) | 12                |